# Pendle Hill

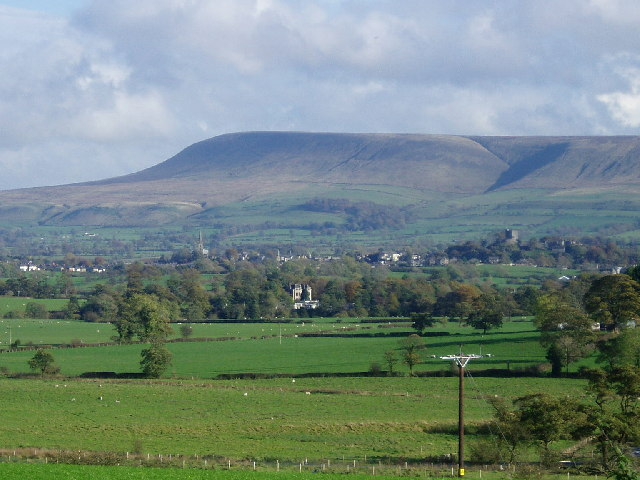
Widok na Pendle Hill z Ribble.

Pendle Hill – wzniesienie we wschodniej części Lancashire w Anglii, w pobliżu miast Burnley, Nelson, Colne, Clitheroe i Padiham. Jego szczyt wznosi się na wysokość 557 m. n. p. m.  Dystrykt Pendle został nazwany właśnie przez wzgląd na nie. 